# Panzerdivision Holstein
Pour les articles homonymes, voir Holstein (homonymie).
La Panzer-Division Holstein est une division blindée allemande de la Heer créée le 1er février 1945, au Danemark, à partir d’éléments issus de la 233e Panzerdivision (Reserve).
La « division », à effectifs restreints et proche de l'organisation d'une panzerdivision Typ 1945, comprend seulement 45 panzers et est formée dans la région d'Aarhus.
Elle se bat dans le secteur de Kolberg et échappe de peu à un encerclement complet, puis est envoyée au nord de Stettin, avec seulement 18 blindés et le quart de sa dotation initiale en semi-chenillés blindés (80 SdKfz 251). Ce qui en reste est finalement intégré le 6 avril à la 18e Panzergrenadier Division. L'état-major divisionnaire servira à constituer celui de la Panzerdivision Clausewitz.
Le commandant de la division fut le colonel Joachim Hesse, puis le colonel Ernst Wellman.
Les unités constitutives furent les suivantes :
- Panzer-Abteilung 44

- Panzergrenadier-Regiment 139

- Panzergrenadier-Regiment 142

- Panzer-Artillerie-Abteilung 144

- Panzerjäger-Abteilung 144

- Panzer-Aufklärungs-Abteilung 44

- Panzer-Pionier-Bataillon 144

- Heeres-Flak-Artillerie-Abteilung 144

- Panzer-Nachrichten-Kompanie 144

- Panzer-Versorgungstruppen 144[2]